# ASK Primorje
ASK Primorje – słoweński klub piłkarski, mający siedzibę w stolicy kraju, mieście Lublana.

## Historia
Chronologia nazw:
- 1920: ASK Primorje
- 1936: klub rozwiązano – po fuzji z SK Ilirija i utworzeniu SK Ljubljana

Klub piłkarski ASK Primorje został założony w Lublanie 9 maja 1920 roku. W sezonie 1921/22 zespół startował w regionalnych mistrzostwach Słowenii (która była w tym czasie częścią Królestwa Jugosławii), wygrywając tytuł Mistrzów Słowenii w 1928 i 1929 roku. W połowie lat 30. XX w. zarówno Primorje, jak i Ilirija napotkały trudności finansowe, które doprowadziły do ich połączenia i utworzenia klubu SK Ljubljana w 1936 roku.
Począwszy od 1923 roku zostały organizowane mistrzostwa Królestwa Serbów, Chorwatów i Słoweńców, następnie od 1929 mistrzostwa Królestwa Jugosławii. Zwycięzca Mistrzostw Związku Piłkarskiego Lublany otrzymywał prawo startować w ogólnokrajowych mistrzostwach Jugosławii. Po raz pierwszy klub startował w 1928 roku, jednak przegrał w eliminacjach z SAŠK. W kolejnej edycji 1929 znów przegrał w eliminacjach z Građanski. Potem zmienił się format rozgrywek. Dopiero po zdobyciu wicemistrzostwa ligi słoweńskiej w sezonie 1931/32, klub znów zagrał w lidze finałowej mistrzostw Jugosławii, gdzie zajął 8.miejsce w sezonie 1932/33. W następnym sezonie mistrzostwa Jugosławii nie prowadzono, a w sezonie 1934/35 uplasował się na 9.pozycji. W sezonie 1935/36 zwyciężył w lidze słoweńskiej, ale potem połączył się z Iliriją i już SK Ljubljana reprezentowała związek okręgowy Lublana w ogólnokrajowych rozgrywkach.

## Barwy klubowe i strój
| Czarny | Biały |

Klub ma barwy czarno-białe. Przez całą historię piłkarze domowe spotkania zazwyczaj grają w białych koszulkach z poziomym czarnym pasem, czarnych spodenkach oraz czarno-białych getrach.

## Sukcesy

### Trofea międzynarodowe
Nie uczestniczył w rozgrywkach europejskich (stan na 31-05-2018).

### Trofea krajowe
| \| \| Zdobyte trofea w rozgrywkach Jugosławii (stan na: 31-05-1992) \| |                                                               |      |          |
| Rozgrywki                                                              | Osiągnięcie                                                   | Razy | Sezon(y) |
| Mistrzostwo                                                            | I miejsce                                                     | 0    |          |
| Mistrzostwo                                                            | II miejsce                                                    | 0    |          |
| Mistrzostwo                                                            | III miejsce                                                   | 0    |          |
| Mistrzostwo                                                            | 8.miejsce                                                     | 1    | 1932/33  |
| Puchar                                                                 | zdobywca                                                      | 0    |          |
| Puchar                                                                 | finalista                                                     | 0    |          |
|                                                                        | Zdobyte trofea w rozgrywkach Jugosławii (stan na: 31-05-1992) |      |          |

- Slovenska republiška nogometna liga:
  - mistrz (2): 1927/28, 1928/29
  - wicemistrz (1): 1931/32

## Poszczególne sezony

### Rozgrywki krajowe
| \| \| Bilans występów klubu ASK Primorje w rozgrywkach piłkarskich Jugosławii (Stan na 31 maja 2018 r.) \| |                                                                                                   |        |       |   |   |   |    |    |     |                             |        |        |      |
| Poziom | Rozgrywki                                                                                         | Sezony | Mecze | Z | R | P | B+ | B– | Pkt | Lata                        | Awanse | Spadki | Naj. |
| I | Državno prvenstvo                                                                                 | 4      |       |   |   |   |    |    |     | 1928–1929, 1932/33, 1934/35 | 0      | 0      | 6    |
| | Bilans występów klubu ASK Primorje w rozgrywkach piłkarskich Jugosławii (Stan na 31 maja 2018 r.) |        |       |   |   |   |    |    |     |                             |        |        |      |

## Struktura klubu

### Stadion
Klub rozgrywa swoje mecze domowe na stadionie ob Tyrševi cesti w Lublanie, który może pomieścić 1000 widzów.

## Kibice i rywalizacja z innymi klubami

### Derby
Derby Lublany są to mecze rozgrywane z udziałem klubu oraz innych zespołów:
- Hermes
- Ilirija
- Jadran
- Slavija
- Slovan
- Svoboda